# Riccardo Aymonod
Riccardo Aymonod (1908) è stato un rugbista a 15 italiano, di ruolo mediano d'apertura.
Muove i primi passi nell'Ambrosiana, proseguendo poi naturalmente con gli Amatori Milano con cui rimane per il resto della carriera (ad eccezione di una stagione coi Bersaglieri) e vince cinque campionati.
Esordisce in nazionale il 16 aprile 1933 nell'incontro vinto contro la Cecoslovacchia, dove mette a segno anche due mete. In tutto raccoglie 4 presenze con la maglia azzurra.

## Palmarès
- Campionati italiani: 5
Amatori Milano: 1929-1930, 1930-1931, 1931-1932, 1932-1933, 1937-1938